# Луговая Пролейка
Лугова́я Проле́йка — село в Быковском районе Волгоградской области России, единственный населённый пункт и административный центр Луговопролейского сельского поселения.
В селе есть центральное теплоснабжение, магазины, газопровод, Луго-Пролейская средняя общеобразовательная школа, отделение почтовой связи 404075.
Примерно в 5 километрах от села и в 1,5 километрах от Волги находится детский оздоровительный лагерь «Лукоморье». Лагерь окружен лиственным лесом.
Больница упразднена.

## География

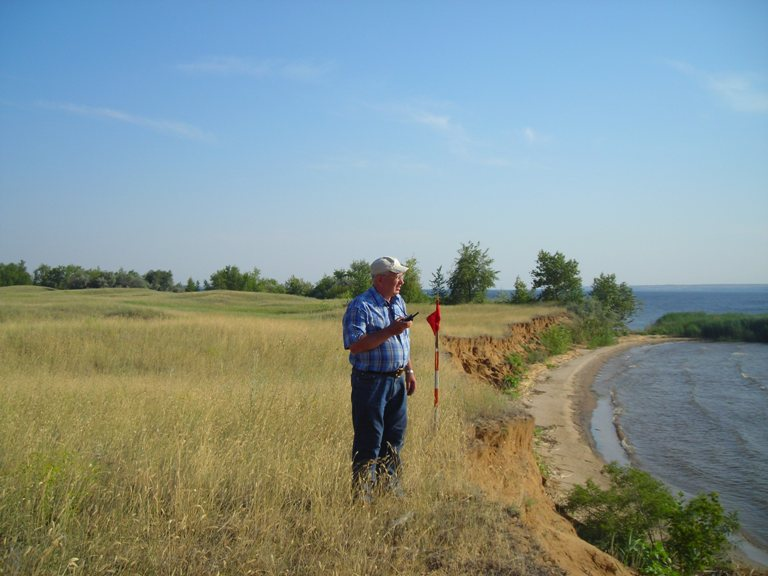
Западный берег островка Пролейский на Волгоградском водохранилище, в нескольких километрах юго-западнее Луговой Пролейки

Село расположено на левом берегу Волги (Волгоградского водохранилища), в Заволжье. Районный центр — рабочий посёлок Быково, расположен в 50 километрах севернее (вверх по течению), по трассе путь составляет около 58 км. В 4 километрах восточнее села проходит трасса Р226.
У села находится Пролейский сосновый бор — старовозрастные насаждения сосны на песках площадью 40 гектар. До 2006 года бор входил в список особо охраняемых природных территорий Волгоградской области, на территории допускалось проведение работ, предусмотренных только материалами лесоустройства.
По оценке Росстата на 1 января 2012 года в селе проживало 1013 человек.

## История
Основано жителями села Горная Пролейка. По состоянию на 1859 год село относилось к Царевскому уезду Астраханской губернии.
Согласно Памятной книжке Астраханской губернии на 1914 год в селе Пролейка Калмыцко-Балкской волости Царевского уезда Астраханской губернии проживали 926 мужчин и 912 женщин. За селом было закреплено 3612 десятин удобной и 2539 десятин неудобной земли.
В 1918 году в составе Царевского уезда включено в состав Царицынской губернии
Постановлением ВЦИК от 25 января 1935 года «О новой сети районов Сталинградского края и улусов Калмыцкой автономной области» (протокол № 1 заседания ВЦИК, ст. 19) было утверждено разукрупнение районов. Постановлением президиума Сталинградского крайисполкома от 29 января 1935 г. была определена территория районов. Пролейский район с центром в Луговой Пролейке был образован из территорий Николаевского и Дубовского районов.
В дни Сталинградской битвы Луговая Пролейка стала ближайшим тылом Красной Армии. Здесь располагались тыловые части боевых соединений Сталинградского фронта, части 8-й воздушной армии, четыре эвакуационных госпиталя (2410 ЭГ, 2588 ЭГ, 3259 ЭГ, 2113 ЭГ). Из трёх этих сел на Великую Отечественную войну было призвано 165 человек и только 30 вернулось домой
В 1950 году было начато строительство Сталинградской гидроэлектростанции. Множество населённых пунктов, в том числе и Луговая Пролейка, оказалась в зоне затопления. В 1956—1958 годах жителей переселили из зоны затопления. Часть жителей была переселена во вновь образованный посёлок Приморск
На основании Указа Президиума Верховного Совета РСФСР от 27 ноября 1959 года посёлок Приморск был утвержден центром Пролейского района Сталинградской области, Пролейский район переименован в Приморский.
На основании Указа Президиума Верховного Совета РСФСР от 01 февраля 1963 года «Об укрупнении сельских районов и изменении подчиненности районов и городов Волгоградской области» и решения исполкома Волгоградского областного Совета депутатов трудящихся от 7 февраля 1963 года № 3/55 территория Приморского района вошла в состав Среднеахтубинского района Волгоградской области. По состоянию на 01 января 1964 год Луговая Пролейка являлась центром Лугово-Пролейского сельсовета в составе Среднеахтубинского района.
Решением исполнительного комитета Волгоградского областного Совета депутатов трудящихся от 18 января 1965 года № 2/35 «Об образовании Быковского, Иловлинского, Киквидзенского, Кумылженского и Светлоярского района Волгоградской области» в соответствии с Указом Президиума Верховного Совета РСФСР от 12 января 1965 года «Об изменениях в административно-территориальном делении Волгоградской области» за счёт разукрупнения Николаевского и Среднеахтубинского районов в Быковский район вошёл в том числе и Луго-Пролейский сельский совет. Согласно данным справочника по административно-территориальному делению на 01 июля 1968 года по Быковскому району значится Луговопролейский сельсовет с центром в селе Луговая Пролейка. На 01 января 1972 года, 01 января 1981 года и 01 ноября 1988 года ситуация не изменилась.
Решением Волгоградского облисполкома от 13 марта 1975 года № 6/21 в соответствии с Указом Президиума Верховсного Совета РСФСР от 28 мая 1962 года был исключен из учётных данных, как фактически несуществующий хутор Благодарный, жители переселились в село Луговая Пролейка.

## Население
| 1859 | 1897 | 1900 | 1904 | 1914 | 1939 |
| ---- | ---- | ---- | ---- | ---- | ---- |
| 567  | 1653 | 1668 | 1960 | 1838 | 1641 |

| 2010 | 2012  | 2013 | 2014 | 2015 | 2016 | 2017 |
| ---- | ----- | ---- | ---- | ---- | ---- | ---- |
| 1004 | ↗1013 | ↘994 | ↘980 | ↘970 | ↘953 | ↘936 |
| 2018 | 2019  | 2020 | 2021 |      |      |      |
| ↘931 | ↘922  | ↘903 | ↘890 |      |      |      |

## Персоны, связанные с Луговой Пролейкой
Виктор Григорьевич Акатов — Герой Советского Союза, родился в селе 15 февраля 1924 года.
 Александр Михайлович Числов — Герой Советского Союза, родился в селе 14 марта 1915 года.
 Павел Афанасьевич Семёнов — Герой Советского Союза, умер от ран 25 августа 1942 года и был похоронен в селе до мая 1958 года.